# Ронкаделе
Ронкадѐле (на италиански: Roncadelle, на източноломбардски: Roncadèle) е град и община в Северна Италия, провинция Бреша, регион Ломбардия. Разположен е на 158 m надморска височина. Населението на общината е 9466 души (към 2013 г.).